# Metrodoros

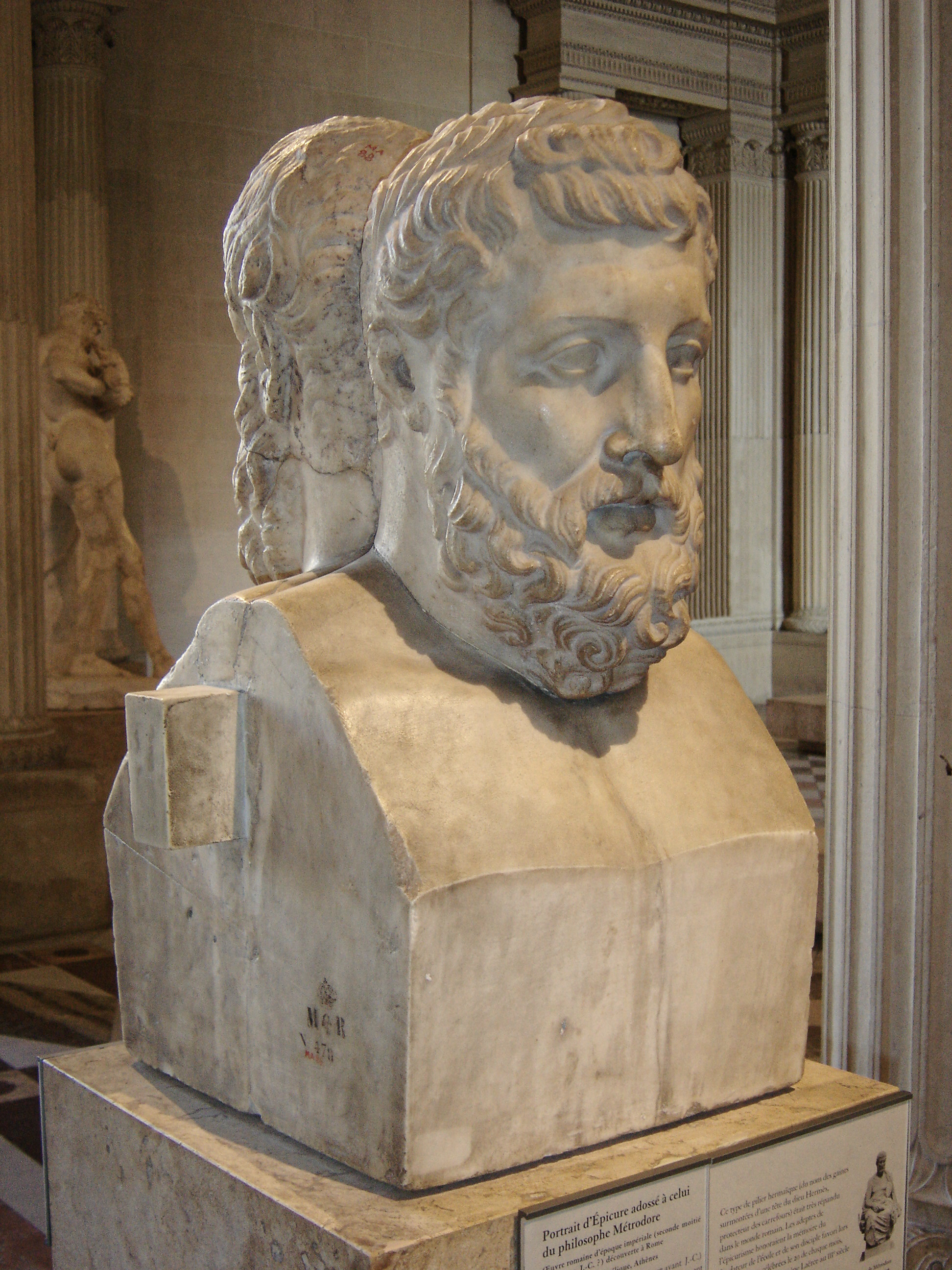
byst

Metrodoros, född 331, död 277 eller 278 f.Kr., vid 53 års ålder, var en grekisk filosof och ledde Epikuros trädgård tillsammans med Epikuros fram till sin död. Epikuros och Metrodors var nära vänner, och Metrodoros beskrivs av Cicero som "nästan den andre Epikuros". Metrodoros var helt överens med Epikuros om epikurismens lära, vilket Athenaeus visade genom citat av Metrodoros. Metrodoros var en av epikurismens viktigaste förespråkare, men endast fragment av hans verk har överlevt. Epikuros hävdade att Metrodoros inte var en nyskapande tänkare. Metrodoros fru, eller älskarinna, hette Leontium. Hon var medlem i den epikuréenska gemenskapen, som många andra kvinnor. Metrodoros bror hette Timokrates, och tillsammans så gick bröderna med i Epikuros trädgård. Timokrates vände dock senare ryggen mot epikurismen, och försökte bringa dåligt rykte till skolan  varav Metrodoros försökte censurera honom.
Metrodoros födelseort är omtvistad, vissa hävdar Lampsacus , andra Aten  Han fick en son och en dotter. Sonen fick namnet Epikuros. Metrodoros pappa hette Athenaeus eller Timokrates, och hans mamma hette Sande.  Efter att Metrodoros dött, och Epikuros låg på dödsbädden, så bad Epikuros till Idomeneus att han skulle ta hand om Metrodoros barn:

Medan jag skriver detta, är jag inne på den sjunde dagen då jag inte kunnat urinera, och har och har haft smärtor av den grad som leder till död. Så om någonting skulle hända, ta hand om Metrodoros barn, i fyra eller fem år. tillbringa inte mer på dom än du nu tillbringar på mig under ett år.

Den 20:e dagen i varje månad ordnade lärjungar till Epikuros glada minnesdagar till Epikuros och Metrodoros minne.

## Verk
Verken Metrodoros författade inkluderar:
- Πρὸς τοὺς ἰατρούς, τρία - Against the Physicians (3 volymer)
- Περὶ αἰσθήσεων - On Sensations
- Πρὸς Τιμοκράτην - Against Timocrates
- Περὶ μεγαλοψυχίας - On Magnanimity
- Περὶ τῆς Ἐπικούρου ἀρρωστίας - On Epicurus's Weak Health
- Πρὸς τοὺς διαλεκτικούς - Against the Dialecticians
- Πρὸς τοὺς σοφιστάς, ἐννέα - Against the Sophists (9 volymer)
- Περὶ τῆς ἐπὶ σοφίαν πορείας - On the Way to Wisdom
- Περὶ τῆς μεταβολῆς - On Change
- Περὶ πλούτου - On Wealth
- Πρὸς Δημόκριτον - Against Democritus
- Περὶ εὐγενείας - On Noble Birth

Metrodoros skrev även Against the Euthyphro och Against the Gorgias, som är två dialoger som Platon skrev. Kortare fragment av hans verk Περὶ πλούτου - On Wealth, upptäcktes bland kvarlevorna i Villa dei Papyri i Herculaneum. Filodemos använde detta arbete i sina egna verk On Wealth, och On Household Economics. Filodemos citerar Metrodoros som författare till åsikten att den kyniska skolans armod borde nekas till förmån för ett rikare liv, även om Metrodoros fortfarande hävdade att rikedom inte på något sätt bidrar till lycka. 